# The Wine Girl
The Wine Girl è un film muto del 1918 diretto da Stuart Paton.

## Produzione
Il film fu prodotto dall'Universal Film Manufacturing Company (come Bluebird Photoplays).

## Distribuzione
Distribuito dall'Universal Film Manufacturing Company, il film uscì nelle sale cinematografiche statunitensi il 25 marzo 1918. In Finlandia, fu distribuito il 7 giugno 1920.